# Моноваи (озеро)
Моноваи (англ. Monowai Lake) — озеро в южной части национального парка Фьордленд на территории региона Саутленд Южного острова Новой Зеландии. Имеет форму бумеранга. Популярное место рыбалки.
Площадь зеркала — 28,5 км², высота над уровнем моря — 196 метров.